# Neulewin
Neulewin ist eine amtsangehörige Gemeinde im Landkreis Märkisch-Oderland in Brandenburg (Deutschland).

## Geografie
Die Gemeinde liegt im Oderbruch ca. zehn Kilometer östlich von Wriezen nahe der Oder.

## Gemeindegliederung
Die Gemeinde Neulewin besteht aus folgenden Ortsteilen, bewohnten Gemeindeteilen und Wohnplätzen:
- Güstebieser Loose
- Neulewin mit den Gemeindeteilen Heinrichsdorf, Karlsbiese, Karlshof und Kerstenbruch
- Neulietzegöricke mit dem Gemeindeteil Ferdinandshof

Hinzu kommen die Wohnplätze Altlietzegöricker Loose, Brieseberg, Neukarlshof und Philippsberg.

## Geschichte
Im Zuge der Trockenlegung des Oderbruchs entstand Neulewin als Kolonistendorf mit 80 angesiedelten Familien. Die erste Kirche wurde als Fachwerkkirche mit Bretterverkleidung und Schindeldach bereits 1774 erbaut. Sie wurde 1841 durch eine neue Kirche ersetzt, die 1945 den Kämpfen im Oderbruch zum Opfer fiel. Neulewin war 1818 bis 1952 Teil des Landkreises Oberbarnim. Abweichend davon gehörten die heutigen Ortsteile Neulietzegöricke und Güstebieser Loose sowie die Gemeindeteile Karlshof und Karlsbiese bis 1945 zu der hauptsächlich rechts der Oder gelegenen, heute polnischen Neumark, zum Landkreis Königsberg Nm. Im Zuge der Kreisreform 1952 in der DDR kam Neulewin zum Kreis Bad Freienwalde im Bezirk Frankfurt/Oder. Nach der Wende wurden 1992 in Brandenburg Ämter gebildet, die die Verwaltungsaufgaben der amtsangehörigen Gemeinden wahrnahmen; Neulewin kam unter die Verwaltung des Amtes Wriezen-Land, das bereits 1994 in Amt Barnim-Oderbruch umbenannt wurde. Mit der Kreisreform 1993 kamen das Amt Barnim-Oderbruch und damit die Gemeinde Neulewin zum Landkreis Märkisch-Oderland.
Eingemeindungen
Die Gemeinde Heinrichsdorf wurde am 1. Januar 1957 nach Kerstenbruch eingemeindet, das am 1. März 1974 nach Neulewin eingemeindet wurde. Die Gemeinde Karlshof wurde am 1. Januar 1974 nach Neulietzegöricke ein- und am 1. April 1991 nach Neulewin umgemeindet.
Am 26. Oktober 2003 schlossen sich Neulewin und Neulietzegöricke zur neuen Gemeinde Neulewin zusammen. Gleichzeitig wurde die Gemeinde Güstebieser Loose durch Gesetzesbeschluss eingegliedert.

## Bevölkerungsentwicklung
| Jahr | Einwohner |
| ---- | --------- |
| 1875 | 1 211     |
| 1890 | 1 040     |
| 1910 | 0 895     |
| 1925 | 0 798     |
| 1933 | 0 748     |
| 1939 | 0 684     |

| Jahr | Einwohner |
| ---- | --------- |
| 1946 | 641       |
| 1950 | 759       |
| 1964 | 703       |
| 1971 | 674       |
| 1981 | 777       |
| 1985 | 760       |

| Jahr | Einwohner |
| ---- | --------- |
| 1990 | 0 744     |
| 1995 | 0 750     |
| 2000 | 0 702     |
| 2005 | 1 086     |
| 2010 | 0 971     |
| 2015 | 0 921     |

| Jahr | Einwohner |
| ---- | --------- |
| 2020 | 917       |
| 2021 | 932       |
| 2022 | 939       |
| 2023 | 930       |
| 2024 | 934       |

Gebietsstand des jeweiligen Jahres, Einwohnerzahl: Stand 31. Dezember (ab 1991), ab 2011 auf Basis des Zensus 2011, ab 2022 auf Basis des Zensus 2022

## Politik

### Gemeindevertretung
Die Gemeindevertretung von Neulewin besteht aus zehn Gemeindevertretern und der ehrenamtlichen Bürgermeisterin. Die Kommunalwahl am 26. Mai 2019 führte zu folgendem Ergebnis:
| Partei / Wählergruppe                                          | Sitze 2003 | Sitze 2008 | Sitze 2014 |  | Sitze 2019 | Stimmenanteil 2019 |
| -------------------------------------------------------------- | ---------- | ---------- | ---------- |  | ---------- | ------------------ |
| Liste Lietze, Neulewin, Güstebiese                             | 4          | 6          | 3          |  | 4          | 45,2 %             |
| Karnevalsclub Neulewin                                         | –          | –          | 1          |  | 3          | 25,4 %             |
| Wählergruppe Güstebieser Loose                                 | –          | –          | 2          |  | 2          | 21,7 %             |
| Einzelbewerberin Christine Reichmuth                           | –          | –          | –          |  | 1          | 07,7 %             |
| Bürger für Neulewin                                            | 2          | –          | 2          |  | –          | –                  |
| Wählergruppe Drei Bürger für unsere Oderbruchgemeinde Neulewin | –          | –          | 2          |  | –          | –                  |
| 3 Einzelbewerber                                               | –          | 3          | –          |  | –          | –                  |
| Unabhängige Wählergemeinschaft Oderbruch                       | 4          | –          | –          |  | –          | –                  |
| Insgesamt                                                      | 10         | 9          | 10         |  | 10         | 100 %              |

### Bürgermeister
- 1993–2003: Christine Reichmuth[16]
- 2003–2019: Horst Wilke[17]
- 2020–2024: Kerstin Herrlich
- seit 2024: René Homba

Für die Neuwahl des Bürgermeisters am 26. Mai 2019 fand sich kein Bewerber. Entsprechend dem Brandenburgischen Kommunalwahlgesetz wählte die Gemeindevertretung am 29. Januar 2020 aus ihrer Mitte Kerstin Herrlich für eine Amtszeit von fünf Jahren zur ehrenamtlichen Bürgermeisterin.
Am 5. September 2024 wählte die Gemeindevertretung Herrn René Homba zum neuen Bürgermeister für die Wahlperiode 2024–2029.

Vierseithof Neulietze

## Sehenswürdigkeiten
In der Liste der Baudenkmale in Neulewin stehen die in der Denkmalliste des Landes Brandenburg eingetragenen Baudenkmale.

## Verkehr
Neulewin liegt an der Landesstraße L 34 zwischen dem Ortsteil Güstebieser Loose und Gottesgabe (an der Bundesstraße B 167).
Seit dem 20. Oktober 2007 verkehrt nach 62 Jahren wieder eine Fähre über die Oder vom Ortsteil Güstebieser Loose zur polnischen Ortschaft Gozdowice (deutsch Güstebiese). Die in Gozdowice stationierte Schaufelradfähre hat eine Betriebserlaubnis von Anfang April bis Ende Oktober und kann Fußgänger, Radfahrer und jeweils bis zu sechs PKW aufnehmen.
Die Bahnhöfe Neulewin, Kerstenbruch und Heinrichsdorf lagen an der Bahnstrecke Fürstenwalde–Wriezen, die 1966 stillgelegt wurde.

## Persönlichkeiten
- Wolfgang Gaschütz (1920–2016), Mathematiker; geboren im Ortsteil Karlshof
- Sophie Natuschke (* 1950), Grafikerin und Malerin, lebt in Neulewin